# Nic Rippel
Nic Rippel (*18.04.1993 in Bad Nauheim) ist professioneller Paintball Spieler für die New Orleans Hurricanes in der Major League Paintball in den USA.

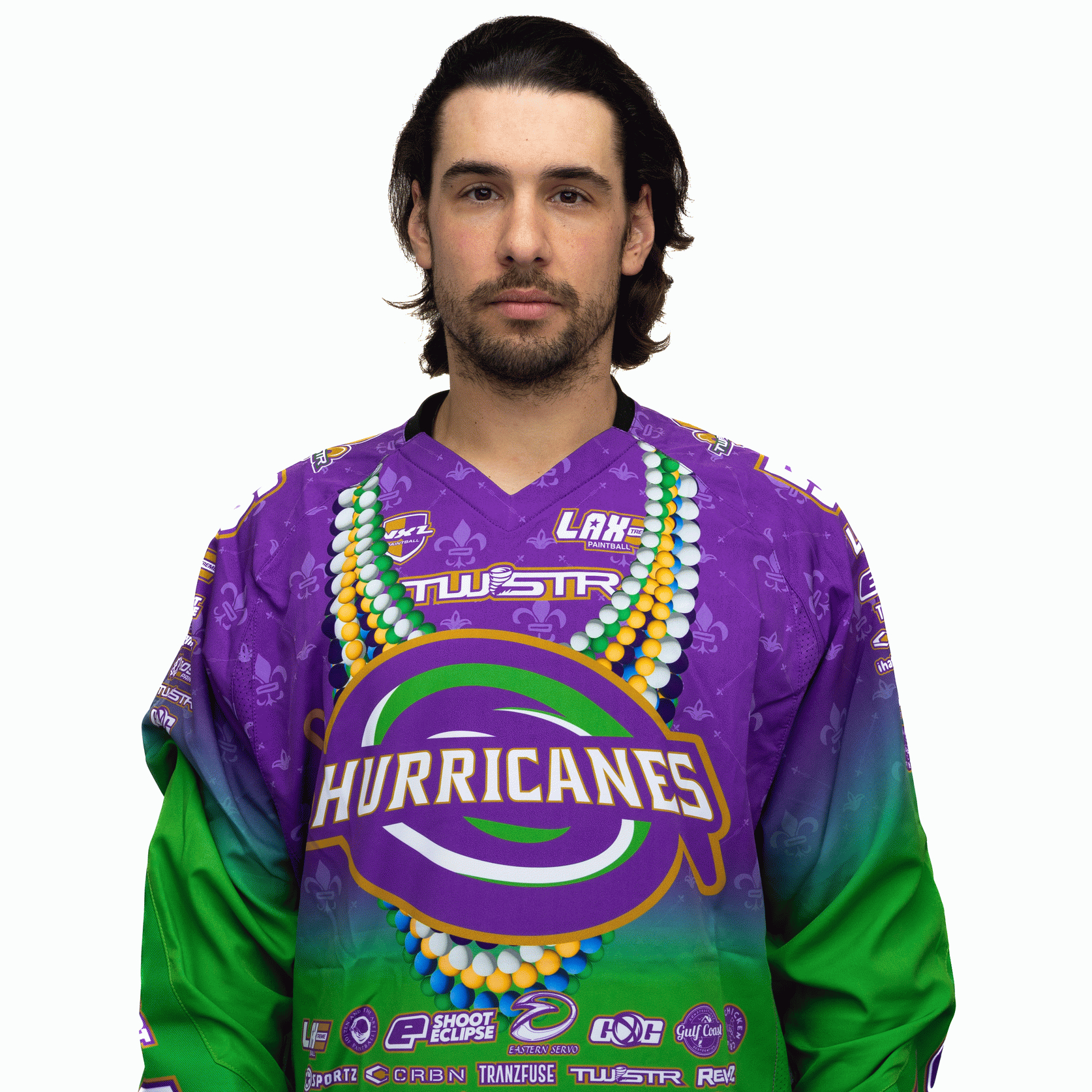
Major League Paintball ID Foto 2025

| Jahr | Team |
| ---- | --- |
| 2011 | U19 deutsche Nationalmannschaft |
| 2012 | 2. Bundesliga Frankfurt Syndicate 2 /U19 deutsche Nationalmannschaft |
| 2013 | 2. Bundesliga Frankfurt Syndicate 2/ Einwechselung 1. Bundesliga 5.Spieltag Frankfurt Syndicate / Division 2 Millennium Series Consilium Dei Zürich / deutsche Herren Nationalmannschaft |
| 2014 | 1.Bundesliga Frankfurt Syndicate ,Champions League Paintball Frankfurt Syndicate Herren Nationalmannschaft                                                                               |
| 2015 | 1.Bundesliga Frankfurt Syndicate, Champions League Paintball Frankfurt Syndicate, Herren Nationalmannschaft                                                                              |
| 2016 | 1.Bundesliga Frankfurt Syndicate, Champions League Paintball Frankfurt Syndicate, Herren Nationalmannschaft                                                                              |
| 2017 | 1.Bundesliga ,Champions League Paintball Offenburg Comin at ya,Herren Nationalmannschaft                                                                                                 |
| 2018 | 1.Bundesliga ,NXL Europe Pro Offenburg Comin at ya |
| 2019 | 1.Bundesliga, NXL Euope Pro Breakout Spa |
| 2020 | 1.Bundesliga, NXL Euope Pro Breakout Spa |
| 2021 | 1.Bundesliga, NXL Euope Pro Breakout Spa |
| 2022 | 1.Bundesliga, NXL Euope Pro Breakout Spa, Lucky 15's NXL US Worlcup |
| 2023 | New Orleans Hurricanes Major League Paintball Professional, NXL Euope Pro Breakout Spa                                                                                                   |
| 2024 | New Orleans Hurricanes Major League Paintball Professional |
| 2025 | New Orleans Hurricanes Major League Paintball Professional |